# More Than a Feeling
More Than a Feeling (englisch für „Mehr als ein Gefühl“) ist ein Lied der US-amerikanischen Rockband Boston, das im August 1976 erschien.

## Entstehung und Veröffentlichung
Getextet, komponiert und produziert wurde das Lied von Boston-Gitarristen Tom Scholz. Bei der Produktion erhielt dieser Unterstützung durch John Boylan. Das Lied basierte eher auf einer Fantasie als auf Tatsachen und Scholz brauchte fünf Jahre, um ihn fertigzustellen. Es ist einer von sechs Titeln, an denen er zwischen 1970 und 1975 in seinem Studio arbeitete, bevor Boston seinen Plattenvertrag bekam. Fünf dieser sechs Titels erschienen dann auf dem Boston-Album.
Die Erstveröffentlichung von More Than a Feeling erfolgte am 25. August 1976 bei Epic Records, als Teil vom selbstbetitelten Debütalbum (Katalognummer: PE 34188). Im Folgemonat erschien das Lied als erste Singleauskopplung aus dem Album. Diese erschien als 7″-Single mit der B-Seite Smokin’ (Katalognummer: 8-50266). Im Folgejahr erschien zudem eine weitere Singleausführung in den Vereinigten Staaten, mit der B-Seite Long Time (Katalognummer: Memory Lane 15-2355).

## Inhalt
Laut Vik Iyengar geht es im Lied um „liebevolle Erinnerungen an vergangene Sommer“. Der Text drückt die Unzufriedenheit des Autors mit der Gegenwart und seine Sehnsucht nach einer früheren Liebe namens Marianne aus, deren Erinnerung durch ein altbekanntes Lied stark wachgerufen wird. Der Song handelt von "der Macht, die ein altes Lied in deinem Leben haben kann". Scholz sagte, dass „es eine Art bittersüße Ballade war“.
Scholz nannte Walk Away Renee von The Left Banke als Inspiration für More Than a Feeling. Andy Aledort von Maximum Guitar wies darauf hin, dass die Akkordfolge G-D/F#-Em7-D, die auf die Zeile „I see my Marianne walking away“ folgt, aus Walk Away Renee stammt.

## Rezeption

### Bestenlisten
Das Lied wurde 2008 von VH1 auf Platz 39 der Besten Hard-Rock-Songs aller Zeiten gelistet. Er wurde in die Rock and Roll Hall of Fame Liste der 500 Songs That Shaped Rock and Roll aufgenommen und war 2004 und 2010 auf Platz 500 der 500 besten Songs aller Zeiten des Rolling Stone.

### Rezensionen
Das Billboard Magazine beschrieb More Than a Feeling als einen „von E-Gitarren dominierten Rocker, der mit einem zugänglichen Beat und Hand-Clap-Backup sowie einem sanften, aufsteigenden Gesang kommerziell gemacht wird.“
Guitar World stellt fest, dass, wenn „More Than a Feeling“ im Radio gespielt wird, „nur wenige widerstehen können, in Anfällen von leichtfüßiger Luftgitarre und temperamentvollen Falsettgesang zu schwelgen“. Gallucci bewertete es als Bostons größten Song. Ultimate Classic Rock Kritiker Dave Swanson bewertete es als den #28 All-Time Classic Rock Song.
Denise Sullivan von AllMusic schrieb:

„Was zunächst wie ein Hauch frischer Brise in der abgestandenen Luft Mitte der 1970er klang, wurde schnell schal durch das ständige Wiederholen im Radio; das Lied wurde so im kollektiven Bewusstsein verankert. Wie es Mode war, beginnt More Than a Feeling als sanfter Mainstream-Song, öffnet sich aber weit, wenn der Klang des Schlagzeugs auf die Powerchords des Hauptriffs trifft. Der Song ist nicht gerade eine Power-Ballade, sondern zeigt durchweg eine extreme Verschiebung der Dynamik. Vom luftigen Anfang und den Powerchords bis hin zum knackigen, aber zuckersüßen Refrain und der kurzen Bridge, nach der Scholz ein episches Solo nudelt, wurde dieses musikalische Schema Ende der 1970er oft von kleineren Bands wiederholt. So wird More Than a Feeling oft als Beispiel für alles bezeichnet, was an der Musik des Jahrzehnts falsch war und wird von Kritikern des 70er-Jahre Adult Oriented Rock allgemein beschimpft.“

## Kommerzieller Erfolg

### Chartplatzierungen
| ChartsChartplatzierungen       | Höchstplatzierung | Wochen |
| ------------------------------ | ----------------- | ------ |
| Deutschland (GfK)              | 15 (15 Wo.)       | 15     |
| Schweiz (IFPI)                 | 9 (7 Wo.)         | 7      |
| Vereinigte Staaten (Billboard) | 5 (19 Wo.)        | 19     |
| Vereinigtes Königreich (OCC)   | 22 (11 Wo.)       | 11     |

### Auszeichnungen für Musikverkäufe
| Land/Region                  | Auszeichnungen für Musikverkäufe (Land/Region, Auszeichnung, Verkäufe) | Verkäufe  |
| ---------------------------- | ---------------------------------------------------------------------- | --------- |
| Dänemark (IFPI)              | Gold                                                                   | 45.000    |
| Deutschland (BVMI)           | Gold                                                                   | 250.000   |
| Italien (FIMI)               | Platin                                                                 | 50.000    |
| Neuseeland (RMNZ)            | 4× Platin                                                              | 120.000   |
| Spanien (Promusicae)         | Platin                                                                 | 60.000    |
| Vereinigte Staaten (RIAA)    | Gold                                                                   | 500.000   |
| Vereinigtes Königreich (BPI) | 2× Platin                                                              | 1.200.000 |
| Insgesamt                    | 3× Gold · 8× Platin ·                                                  | 2.225.000 |